# Теберешть
Теберешть, Теберешті (рум. Tăbărăști) — село у повіті Бузеу в Румунії. Входить до складу комуни Гелбінаші.
Село розташоване на відстані 96 км на північний схід від Бухареста, 10 км на південний схід від Бузеу, 95 км на південний захід від Галаца, 120 км на південний схід від Брашова.

## Населення
За даними перепису населення 2002 року у селі проживала 1941 особа, з них 1938 осіб (99,8%) румунів. Рідною мовою 1938 осіб (99,8%) назвали румунську.